# (2455) Somville
(2455) Somville (1950 TO4) – planetoida z pasa głównego asteroid okrążająca Słońce w ciągu 4,51 lat w średniej odległości 2,73 au. Odkryta 5 października 1950 roku.